# Liste des sites classés et inscrits de la Dordogne
Cet article recense les sites classés ou inscrits en Dordogne, en France.

## Listes

### Sites classés
Le tableau suivant recense les sites classés dans la Dordogne.
| Site                                                    | Commune(s) | Date              | Notes | Coordonnées                      | Photo |
| ------------------------------------------------------- | --- | ----------------- | --- | -------------------------------- | ----- |
| Cingle de Limeuil                                       | Alles-sur-Dordogne, Limeuil, Paunat, Saint-Chamassy, Trémolat | 3 juillet 1963    | | 44° 52′ 34″ nord, 0° 52′ 16″ est |       |
| Rochers à cupules de Borie-Belet                        | Antonne-et-Trigonant | 8 septembre 1932  | Le site comprend l'esplanade, la terrasse et le coteau du Roi des Chauzes.                                                                                 | 45° 15′ 04″ nord, 0° 50′ 24″ est |       |
| Vallée de la Vézère et de sa confluence avec les Beunes | Audrix, Le Bugue, Meyrals, Montpon-Ménestérol, Peyzac-le-Moustier, Plazac, Rouffignac-Saint-Cernin-de-Reilhac, Saint-André-d'Allas, Saint-Léon-sur-Vézère, Savignac-de-Miremont, Sergeac, Thonac, Tursac, Valojoulx | 19 octobre 1988   | | 44° 57′ 54″ nord, 1° 03′ 11″ est |       |
| Grotte de Cro-Bique et ses abords immédiats             | Beynac-et-Cazenac | 17 novembre 1964  | La protectiion est étendue le 17 octobre 1987. | 44° 50′ 46″ nord, 1° 08′ 31″ est |       |
| Vallée de la Dronne                                     | Bourdeilles, Brantôme en Périgord | 15 février 1973   | | 45° 20′ 28″ nord, 0° 37′ 08″ est |       |
| Bois de la Garenne                                      | Brantôme en Périgord | 27 décembre 1932  | | 45° 21′ 50″ nord, 0° 38′ 49″ est |       |
| Grotte de Bara-Bahau                                    | Le Bugue | 29 novembre 1991  | | 44° 55′ 34″ nord, 0° 55′ 23″ est |       |
| La Ferrassie                                            | Le Bugue, Savignac-de-Miremont |                   | | 44° 57′ 07″ nord, 0° 56′ 17″ est |       |
| Grotte de Cussac et ses abords                          | Le Buisson-de-Cadouin, Molières | 25 mars 2013      | | 44° 50′ nord, 0° 51′ est         |       |
| Grotte de Maxange et ses abords                         | Le Buisson-de-Cadouin | 4 mars 2013       | | 44° 50′ 13″ nord, 0° 55′ 01″ est |       |
| Cingle de Trémolat                                      | Calès, Trémolat | 9 août 1965       | | 44° 52′ 44″ nord, 0° 48′ 29″ est |       |
| Château de Rouffillac                                   | Carlux | 24 avril 1968     | | 44° 52′ 12″ nord, 1° 21′ 29″ est |       |
| Parc du château de Lacoste                              | Castelnaud-la-Chapelle | 16 décembre 1969  | Le château est inscrit comme monument historique depuis 1970.                                                                                              | 44° 47′ 56″ nord, 1° 09′ 25″ est |       |
| Vallon de Merlande                                      | La Chapelle-Gonaguet | 11 septembre 1991 | | 45° 14′ 17″ nord, 0° 38′ 20″ est |       |
| Falaise de Saint-Front de Colubry                       | Couze-et-Saint-Front | 30 juillet 1934   | | 44° 49′ 59″ nord, 0° 44′ 28″ est |       |
| Le Capiol                                               | Domme | 25 août 1980      | | 44° 48′ 00″ nord, 1° 12′ 40″ est |       |
| Grotte de Sarconnat                                     | Excideuil | 7 juillet 1982    | | 45° 19′ 37″ nord, 1° 03′ 50″ est |       |
| Grotte de Rouffignac                                    | Fleurac, Rouffignac-Saint-Cernin-de-Reilhac |                   | | 45° 00′ 32″ nord, 0° 59′ 17″ est |       |
| Allées de Tourny                                        | Périgueux | 21 septembre 1950 | | 45° 11′ 10″ nord, 0° 43′ 23″ est |       |
| Cabanes du Breuil                                       | Saint-André-d'Allas | 14 mars 1968      | Les cabanes sont classées comme monuments historiques depuis 1995.                                                                                         | 44° 55′ 12″ nord, 1° 07′ 26″ est |       |
| Grand étang                                             | Saint-Estèphe | 24 janvier 1934   | | 45° 35′ 46″ nord, 0° 40′ 37″ est |       |
| Roc branlant et ses abords                              | Saint-Estèphe | 21 juin 2011      | | 45° 35′ 20″ nord, 0° 40′ 01″ est |       |
| Gros-Bost                                               | Saint-Méard-de-Drône | 27 octobre 1993   | | 45° 14′ 49″ nord, 0° 25′ 52″ est |       |
| Allée d'arbres du domaine de la Gauterie                | Saint-Paul-Lizonne | 13 novembre 1935  | Allée située à l'entrée du domaine. | 45° 18′ 36″ nord, 0° 16′ 26″ est |       |
| Moulin à eau des Ormaux, bief et abords                 | Sainte-Eulalie-d'Ans | 15 mars 1976      | | 45° 14′ 53″ nord, 1° 01′ 08″ est |       |
| Cimetière de Cercles                                    | La Tour-Blanche-Cercles | 4 juin 1993       | Vieux cimetière jouxtant l'église Saint-Cybard à Cercles.                                                                                                  | 45° 21′ 47″ nord, 0° 27′ 40″ est |       |
| Allée de tilleuls du château de Puyguilhem              | Villars | 23 octobre 1931   | Allée de tilleuls en bordure ouest de l'esplanade du château. Le château est classé monument historique depuis 1912, ses abords sont inscrits depuis 1945. | 45° 25′ 37″ nord, 0° 44′ 35″ est |       |

### Sites inscrits
Le tableau suivant recense les sites inscrits dans la Dordogne.
| Site                                                                        | Commune(s) | Date              | Notes                                                   | Coordonnées                      | Photo |
| --------------------------------------------------------------------------- | --- | ----------------- | ------------------------------------------------------- | -------------------------------- | ----- |
| Site de la Rivière                                                          | Allemans, Ribérac, Villetoureix | 19 mars 1991      |                                                         | 45° 15′ 47″ nord, 0° 19′ 30″ est |       |
| Vallée de la Vézère (confluent de la Vézère et de la Dordogne)              | Alles-sur-Dordogne, Le Bugue, Le Buisson-de-Cadouin, Limeuil, Saint-Chamassy | 8 août 1968       |                                                         | 44° 53′ 02″ nord, 0° 54′ 22″ est |       |
| Bourg (lieu-dits Annesse-Nord, Beaulieu-Nord, Beaulieu-Sud)                 | Annesse-et-Beaulieu | 30 octobre 1975   |                                                         | 45° 10′ 59″ nord, 0° 35′ 53″ est |       |
| Site de Lanmary                                                             | Antonne-et-Trigonant | 10 mai 1979       |                                                         | 45° 14′ 17″ nord, 0° 49′ 44″ est |       |
| Vallée de la Vézère                                                         | Aubas, Audrix, Le Bugue, Campagne, La Chapelle-Aubareil, Coly-Saint-Amand, Condat-sur-Vézère, Les Eyzies, Les Farges, Fleurac, Marcillac-Saint-Quentin, Marquay, Mauzens-et-Miremont, Meyrals, Montpon-Ménestérol, Peyzac-le-Moustier, Plazac, Rouffignac-Saint-Cernin-de-Reilhac, Saint-André-d'Allas, Saint-Chamassy, Saint-Cyprien, Saint-Léon-sur-Vézère, Sarlat-la-Canéda, Savignac-de-Miremont, Sergeac, Tamniès, Thonac, Tursac, Valojoulx | 28 juillet 2016   |                                                         | 44° 58′ 12″ nord, 1° 04′ 01″ est |       |
| Château de Leygurat                                                         | Augignac | 12 mai 1975       |                                                         | 45° 34′ 12″ nord, 0° 42′ 47″ est |       |
| Bourg et ruines du château                                                  | Badefols-sur-Dordogne | 20 septembre 1973 |                                                         | 44° 50′ 38″ nord, 0° 47′ 31″ est |       |
| Château de Lauterie et ses abords                                           | Bassillac et Auberoche |                   |                                                         | 45° 12′ 40″ nord, 0° 53′ 10″ est |       |
| Village du Change                                                           | Bassillac et Auberoche | 25 mai 1951       |                                                         | 45° 11′ 46″ nord, 0° 53′ 35″ est |       |
| Château de Fournils et son parc                                             | Beaupouyet, Saint-Laurent-des-Hommes | 24 décembre 1980  | Le château est inscrit monument historique depuis 2022. | 45° 01′ 30″ nord, 0° 17′ 17″ est |       |
| Bourg et ses abords                                                         | Berbiguières | 20 juillet 1974   |                                                         | 44° 49′ 59″ nord, 1° 02′ 31″ est |       |
| Front de la Dordogne                                                        | Berbiguières | 28 novembre 1980  |                                                         | 44° 50′ 17″ nord, 1° 02′ 31″ est |       |
| Quartiers anciens                                                           | Bergerac | 20 août 1975      |                                                         | 44° 51′ 04″ nord, 0° 28′ 59″ est |       |
| Site de La Catte                                                            | Bergerac | 10 avril 1979     |                                                         | 44° 52′ 19″ nord, 0° 28′ 52″ est |       |
| Grotte de Cro-Bique et ses abords immédiats                                 | Beynac-et-Cazenac | 5 octobre 1987    |                                                         | 44° 50′ 46″ nord, 1° 08′ 31″ est |       |
| Vallée de la Dordogne et vallée du Céou s'étendant de Beynac à Vitrac       | Beynac-et-Cazenac, Castelnaud-la-Chapelle, Cénac-et-Saint-Julien, Domme, Gageac-et-Rouillac, La Roque-Gageac, Saint-Cybranet, Saint-Vincent-de-Cosse, Vézac, Vitrac | 12 août 1969      |                                                         | 44° 49′ 05″ nord, 1° 10′ 59″ est |       |
| Village                                                                     | Biron | 17 avril 1944     | Le site est étendu le 20 décembre 1977                  | 44° 37′ 55″ nord, 0° 52′ 19″ est |       |
| Vallée de la Dronne                                                         | Bourdeilles, Brantôme en Périgord | 15 février 1973   |                                                         | 45° 20′ 42″ nord, 0° 37′ 37″ est |       |
| Village et rives de la Dronne                                               | Bourdeilles | 24 janvier 1944   |                                                         | 45° 19′ 23″ nord, 0° 35′ 06″ est |       |
| Bourg                                                                       | Bourniquel | 30 juin 1972      |                                                         | 44° 48′ 32″ nord, 0° 46′ 26″ est |       |
| Rocher de la Peine et ses abords                                            | Le Bugue, Les Eyzies | 28 juillet 1944   |                                                         |                                  |       |
| Étang de Grolhier                                                           | Busserolles, Champniers-et-Reilhac, Piégut-Pluviers | 10 avril 1979     |                                                         | 45° 39′ 47″ nord, 0° 40′ 55″ est |       |
| Vallée de la Vézère et de sa confluence avec les Beunes                     | Campagne, Les Eyzies, Fleurac, Marquay | 19 octobre 1988   |                                                         |                                  |       |
| Vallée de l'Énéa                                                            | Carsac-Aillac, Prats-de-Carlux, Saint-Vincent-le-Paluel, Sainte-Nathalène | 4 décembre 1974   |                                                         | 44° 52′ 34″ nord, 1° 16′ 55″ est |       |
| Source de Ladoux                                                            | La Cassagne | 15 avril 1935     |                                                         | 45° 04′ 01″ nord, 1° 17′ 28″ est |       |
| Église, ancien cimetière et ses abords                                      | Cause-de-Clérans | 11 septembre 1957 |                                                         | 44° 51′ 58″ nord, 0° 40′ 34″ est |       |
| Plantation routière bordant le chemin départemental 46, à l'entrée du bourg | Cénac-et-Saint-Julien | 28 janvier 1944   |                                                         |                                  |       |
| Hameau des Andrivaux                                                        | Chancelade | 3 décembre 1973   |                                                         |                                  |       |
| Site de Las-Fons                                                            | La Chapelle-Faucher | 4 décembre 1974   |                                                         | 45° 22′ 01″ nord, 0° 45′ 40″ est |       |
| Bourg                                                                       | La Chapelle-Gonaguet | 10 novembre 1975  |                                                         | 45° 13′ 52″ nord, 0° 36′ 47″ est |       |
| Prieuré de Merlande                                                         | La Chapelle-Gonaguet | 18 décembre 1972  |                                                         | 45° 14′ 28″ nord, 0° 38′ 10″ est |       |
| Lieu-dit de Rivière Nord                                                    | Château-l'Évêque | 5 décembre 1977   |                                                         | 45° 13′ 59″ nord, 0° 41′ 02″ est |       |
| Site du Sourbier                                                            | Cherval, Gout-Rossignol | 28 décembre 1977  |                                                         | 45° 22′ 55″ nord, 0° 25′ 30″ est |       |
| Site de Lachèze                                                             | Chourgnac | 23 octobre 1987   |                                                         | 45° 13′ 48″ nord, 1° 03′ 40″ est |       |
| Village de Saint-Amand-de-Coly                                              | Coly-Saint-Amand | 17 mars 1970      |                                                         | 45° 03′ 40″ nord, 1° 15′ 04″ est |       |
| Rive gauche de l'Isle et camp de César                                      | Coulounieix-Chamiers | 22 septembre 1972 |                                                         | 45° 10′ 23″ nord, 0° 42′ 25″ est |       |
| Site de Monsec                                                              | Coux et Bigaroque-Mouzens, Saint-Cyprien | 7 janvier 1944    |                                                         | 44° 51′ 18″ nord, 1° 00′ 58″ est |       |
| Village de Coux-et-Bigaroque et ses abords                                  | Coux et Bigaroque-Mouzens | 25 janvier 1944   |                                                         | 44° 51′ 22″ nord, 0° 55′ 16″ est |       |
| Chapelle de Saint-Front                                                     | Couze-et-Saint-Front | 20 avril 1963     | L'édifice est inscrit monument historique depuis 2015.  | 44° 49′ 59″ nord, 0° 44′ 28″ est |       |
| Centre ancien                                                               | Daglan | 24 mai 1982       |                                                         | 44° 44′ 31″ nord, 1° 11′ 35″ est |       |
| Vallée de la Dordogne (site s'étendant de Vitrac à Cazoulès)                | Domme, Groléjac, Calviac-en-Périgord, Carlux, Carsac-Aillac, Pechs-de-l'Espérance, Saint-Julien-de-Lampon, Sainte-Mondane, Veyrignac, Vitrac | 12 août 1969      |                                                         | 44° 50′ 53″ nord, 1° 19′ 16″ est |       |
| Site du Parcot                                                              | Échourgnac, La Jemaye-Ponteyraud | 15 avril 1991     | L'édifice est inscrit monument historique depuis 1992.  | 45° 08′ 10″ nord, 0° 15′ 43″ est |       |
| Centre ancien                                                               | Excideuil | 7 janvier 1981    |                                                         | 45° 20′ 13″ nord, 1° 02′ 56″ est |       |
| Bastide d'Eymet                                                             | Eymet | 18 décembre 1968  |                                                         | 44° 40′ 01″ nord, 0° 23′ 49″ est |       |
| Château de Commarque                                                        | Les Eyzies | 19 mai 1944       |                                                         | 44° 56′ 31″ nord, 1° 06′ 07″ est |       |
| Falaise des Eymaries                                                        | Les Eyzies, Tursac | 28 août 1987      |                                                         |                                  |       |
| Falaises du Grand Roc de Laugerie                                           | Les Eyzies | 28 juillet 1944   |                                                         | 44° 56′ 56″ nord, 0° 59′ 53″ est |       |
| Grotte des Combarelles                                                      | Les Eyzies | 29 août 1987      |                                                         | 44° 56′ 38″ nord, 1° 02′ 31″ est |       |
| Grotte de Font-de-Gaume                                                     | Les Eyzies | 27 août 1987      |                                                         | 44° 56′ 06″ nord, 1° 01′ 44″ est |       |
| Grotte de la Mouthe                                                         | Les Eyzies | 7 octobre 1988    |                                                         | 44° 55′ 30″ nord, 1° 01′ 16″ est |       |
| Site des rochers de l'Angle et des Neuf Frères et leurs abords immédiats    | Les Eyzies, Tursac | 28 juillet 1944   |                                                         |                                  |       |
| Vallon de la Combe                                                          | Les Eyzies | 27 mai 1987       |                                                         |                                  |       |
| Vallon de Manaurie et manoir de Roucaudou                                   | Les Eyzies | 28 juillet 1944   |                                                         | 44° 57′ 36″ nord, 0° 59′ 56″ est |       |
| Bourg                                                                       | Fanlac | 25 janvier 1971   |                                                         | 45° 03′ 58″ nord, 1° 05′ 42″ est |       |
| Site de Perrou                                                              | Gageac-et-Rouillac | 9 décembre 1983   |                                                         | 44° 48′ 29″ nord, 0° 22′ 05″ est |       |
| Rochers de Rochereuil                                                       | Grand-Brassac | 13 mai 1936       |                                                         | 45° 18′ 07″ nord, 0° 32′ 10″ est |       |
| Bourg                                                                       | Hautefort | 25 février 1974   |                                                         | 45° 15′ 32″ nord, 1° 08′ 46″ est |       |
| Parc de Hautefort (partie boisée)                                           | Hautefort | 10 décembre 1935  |                                                         | 45° 15′ 40″ nord, 1° 08′ 24″ est |       |
| Château de Montréal et ses abords                                           | Issac | 30 janvier 1979   |                                                         | 45° 00′ 43″ nord, 0° 25′ 55″ est |       |
| Château de Maupas et ses abords                                             | Issac | 27 février 1979   |                                                         | 45° 01′ 55″ nord, 0° 25′ 37″ est |       |
| Bourg                                                                       | Issigeac | 20 juillet 1970   |                                                         |                                  |       |
| Site des Forges                                                             | Javerlhac-et-la-Chapelle-Saint-Robert | 30 novembre 1979  |                                                         | 45° 34′ 41″ nord, 0° 32′ 38″ est |       |
| Étangs et leurs abords                                                      | La Jemaye-Ponteyraud | 15 février 1967   |                                                         | 45° 08′ 56″ nord, 0° 16′ 48″ est |       |
| Domaine des Landes                                                          | Lalinde | 3 janvier 1974    |                                                         | 44° 52′ 01″ nord, 0° 45′ 07″ est |       |
| Village                                                                     | Lanquais | 14 février 1979   |                                                         | 44° 49′ 12″ nord, 0° 40′ 30″ est |       |
| Château de Peyraux et ses abords                                            | Le Lardin-Saint-Lazare | 5 août 1985       | Le château est inscrit monument historique depuis 1948. | 45° 08′ 13″ nord, 1° 13′ 52″ est |       |
| Site du But                                                                 | Léguillac-de-l'Auche | 15 janvier 1976   |                                                         | 45° 10′ 48″ nord, 0° 32′ 17″ est |       |
| Chapelle Saint-Martin et cimetière                                          | Limeuil | 17 juillet 1944   |                                                         | 44° 53′ 28″ nord, 0° 53′ 56″ est |       |
| Cingle de Limeuil                                                           | Limeuil, Paunat | 3 juillet 1963    |                                                         | 44° 52′ 59″ nord, 0° 52′ 26″ est |       |
| Village                                                                     | Limeuil | 25 janvier 1944   |                                                         | 44° 53′ 06″ nord, 0° 53′ 24″ est |       |
| Bourg                                                                       | Lusignac | 20 août 1974      |                                                         | 45° 19′ 41″ nord, 0° 18′ 43″ est |       |
| Commune de Marnac                                                           | Marnac | 26 février 1980   |                                                         | 44° 49′ 48″ nord, 1° 01′ 52″ est |       |
| Vallon de la Grande Marque                                                  | Marnac | 25 octobre 1974   |                                                         | 44° 49′ 37″ nord, 1° 01′ 16″ est |       |
| Château de Laussel                                                          | Marquay | 8 février 1944    |                                                         | 44° 56′ 42″ nord, 1° 06′ 07″ est |       |
| Cingle de Trémolat                                                          | Calès, Mauzac-et-Grand-Castang, Trémolat | 9 août 1965       |                                                         | 44° 52′ 48″ nord, 0° 48′ 43″ est |       |
| Village de Miremont-Haut                                                    | Mauzens-et-Miremont | 10 décembre 1971  |                                                         |                                  |       |
| Entrée du bourg                                                             | Mensignac | 22 février 1972   |                                                         | 45° 13′ 34″ nord, 0° 33′ 32″ est |       |
| Château de la Roque                                                         | Meyrals | 28 janvier 1944   |                                                         | 44° 52′ 59″ nord, 1° 03′ 50″ est |       |
| Bastide                                                                     | Monpazier | 10 février 1965   |                                                         | 44° 40′ 48″ nord, 0° 53′ 38″ est |       |
| Site de La Grange                                                           | Montagnac-la-Crempse | 14 septembre 1987 |                                                         | 44° 58′ 37″ nord, 0° 32′ 28″ est |       |
| Bourg                                                                       | Montagrier | 11 septembre 1974 |                                                         | 45° 16′ 12″ nord, 0° 28′ 37″ est |       |
| Village                                                                     | Montferrand-du-Périgord | 10 mars 1972      |                                                         | 44° 45′ 00″ nord, 0° 51′ 58″ est |       |
| Colline de Lascaux                                                          | Montignac-Lascaux | 14 octobre 1982   |                                                         | 45° 03′ 14″ nord, 1° 10′ 12″ est |       |
| Château et son parc                                                         | Montpeyroux | 3 décembre 1973   |                                                         | 44° 55′ 08″ nord, 0° 03′ 18″ est |       |
| Bourg nord                                                                  | Montrem | 30 octobre 1975   |                                                         | 45° 08′ 02″ nord, 0° 35′ 24″ est |       |
| Site de Lage                                                                | Négrondes | 18 novembre 1987  |                                                         | 45° 21′ 00″ nord, 0° 54′ 04″ est |       |
| Château et son parc                                                         | Neuvic | 18 septembre 1947 |                                                         | 45° 06′ 11″ nord, 0° 28′ 26″ est |       |
| Site de Fratteau                                                            | Neuvic | 11 octobre 1984   |                                                         | 45° 04′ 12″ nord, 0° 26′ 38″ est |       |
| Immeubles de Nontron                                                        | Nontron | 16 août 1944      |                                                         |                                  |       |
| Vallée du Rieu Nègre                                                        | Parcoul-Chenaud, La Roche-Chalais | 10 octobre 1974   |                                                         | 45° 10′ 34″ nord, 0° 02′ 10″ est |       |
| Village de Belvès et ses abords                                             | Pays de Belvès | 6 février 1969    |                                                         | 44° 46′ 19″ nord, 0° 59′ 56″ est |       |
| Site du pas du Raysse                                                       | Pechs-de-l'Espérance | 23 octobre 1963   |                                                         | 44° 53′ 10″ nord, 1° 26′ 20″ est |       |
| Ensemble urbain                                                             | Périgueux | 1er mars 1965     |                                                         | 45° 11′ 06″ nord, 0° 43′ 19″ est |       |
| Village du Moustier et rocher du Moustier                                   | Peyzac-le-Moustier, Saint-Léon-sur-Vézère | 28 juillet 1944   |                                                         | 44° 59′ 38″ nord, 1° 03′ 32″ est |       |
| Bourg                                                                       | Pontours | 26 février 1980   |                                                         | 44° 50′ 06″ nord, 0° 45′ 32″ est |       |
| Église et ses abords                                                        | Pontours | 11 septembre 1950 |                                                         | 44° 50′ 13″ nord, 0° 45′ 47″ est |       |
| Site de la Beauvière                                                        | Ribérac | 20 mars 1974      |                                                         | 45° 15′ 04″ nord, 0° 22′ 34″ est |       |
| Hameau de Boussieyral                                                       | Saint-André-d'Allas | 8 décembre 1971   |                                                         | 44° 53′ 42″ nord, 1° 07′ 30″ est |       |
| Bourg                                                                       | Saint-Aquilin | 30 avril 1980     |                                                         | 45° 11′ 10″ nord, 0° 29′ 35″ est |       |
| Site du Brouillaud                                                          | Saint-Astier | 10 mai 1979       |                                                         | 45° 10′ 05″ nord, 0° 33′ 00″ est |       |
| Bords de la Dronne                                                          | Saint Aulaye-Puymangou | 10 mai 1961       |                                                         | 45° 12′ 32″ nord, 0° 08′ 06″ est |       |
| Site de la Lavalade (Saint-Aulaye)                                          | Saint Aulaye-Puymangou | 28 juin 1979      |                                                         | 45° 12′ 11″ nord, 0° 07′ 34″ est |       |
| Bourg et ses abords                                                         | Saint-Avit-Sénieur | 25 janvier 1967   |                                                         | 44° 46′ 19″ nord, 0° 48′ 58″ est |       |
| Bourg                                                                       | Saint-Barthélemy-de-Bussière | 1er mars 1977     |                                                         | 45° 38′ 24″ nord, 0° 45′ 18″ est |       |
| Église et ses abords                                                        | Saint-Cyr-les-Champagnes | 24 janvier 1944   | L'église est inscrite monument historique depuis 1970.  | 45° 22′ 41″ nord, 1° 17′ 20″ est |       |
| Roc branlant et ses abords                                                  | Saint-Estèphe | 21 juin 2011      |                                                         | 45° 35′ 20″ nord, 0° 40′ 01″ est |       |
| Site de la Roche Pontissac                                                  | Saint-Front-d'Alemps | 10 mars 1987      |                                                         | 45° 18′ 04″ nord, 0° 46′ 41″ est |       |
| Site des Coteaux                                                            | Saint-Germain-de-Belvès | 25 juin 2001      |                                                         | 44° 48′ 14″ nord, 1° 02′ 06″ est |       |
| Vallée de Pessat à Marcoussin                                               | Saint-Germain-de-Belvès, Siorac-en-Périgord | 8 janvier 1990    |                                                         | 44° 48′ 47″ nord, 1° 01′ 16″ est |       |
| Partie du village, bords de la Côle, et terrains                            | Saint-Jean-de-Côle | 4 janvier 1972    |                                                         | 45° 25′ 19″ nord, 0° 50′ 17″ est |       |
| Quartiers                                                                   | Saint-Jean-de-Côle | 4 janvier 1972    |                                                         | 45° 25′ 12″ nord, 0° 50′ 17″ est |       |
| Château, église et leurs abords                                             | Saint-Jory-las-Bloux | 19 mai 1944       |                                                         | 45° 21′ 47″ nord, 0° 57′ 50″ est |       |
| Château de Clérans                                                          | Saint-Léon-sur-Vézère | 11 avril 1944     |                                                         | 45° 00′ 32″ nord, 1° 05′ 20″ est |       |
| Côte de Jor                                                                 | Saint-Léon-sur-Vézère | 20 juillet 1944   |                                                         | 45° 01′ 12″ nord, 1° 04′ 30″ est |       |
| Bourg                                                                       | Saint-Mayme-de-Péreyrol | 5 mai 1983        |                                                         | 45° 00′ 47″ nord, 0° 38′ 49″ est |       |
| Bourg                                                                       | Saint-Martial-de-Nabirat | 22 avril 1983     |                                                         | 44° 44′ 38″ nord, 1° 15′ 29″ est |       |
| Site de Leyssalles                                                          | Saint-Martial-de-Nabirat | 20 avril 1983     |                                                         | 44° 44′ 17″ nord, 1° 14′ 06″ est |       |
| Château de Longua et ses abords                                             | Saint-Médard-de-Mussidan | 16 août 1979      | Le château est inscrit monument historique depuis 2002. | 45° 02′ 31″ nord, 0° 21′ 14″ est |       |
| Château de Lardimalie et son parc                                           | Saint-Pierre-de-Chignac | 31 décembre 1980  | Le château est inscrit monument historique depuis 1984. | 45° 07′ 52″ nord, 0° 52′ 05″ est |       |
| Village                                                                     | Saint-Pierre-de-Chignac | 10 mai 1979       |                                                         | 45° 07′ 26″ nord, 0° 51′ 22″ est |       |
| Ancien cimetière                                                            | Saint-Pierre-d'Eyraud | 13 octobre 1967   | Site situé autour de l'église.                          | 44° 50′ 53″ nord, 0° 19′ 01″ est |       |
| Bourg de Saint-Privat                                                       | Saint Privat en Périgord | 20 octobre 1975   |                                                         | 45° 13′ 37″ nord, 0° 13′ 01″ est |       |
| Bourg et ses abords                                                         | Saint-Raphaël | 24 juin 1977      |                                                         | 45° 18′ 14″ nord, 1° 04′ 16″ est |       |
| Château de Grateloup et ses abords                                          | Saint-Sauveur | 24 janvier 1973   |                                                         | 44° 52′ 55″ nord, 0° 33′ 36″ est |       |
| Bourg et ses abords                                                         | Saint-Vincent-de-Cosse | 5 février 1974    |                                                         | 44° 50′ 31″ nord, 1° 06′ 43″ est |       |
| Bourg                                                                       | Sainte-Eulalie-d'Ans | 18 avril 1975     |                                                         | 45° 14′ 49″ nord, 1° 01′ 08″ est |       |
| Château de Fénelon et ses abords                                            | Sainte-Mondane |                   | Le château est inscrit monument historique depuis 1927. | 44° 50′ 24″ nord, 1° 20′ 56″ est |       |
| Village et abords                                                           | Salignac-Eyvigues | 14 février 1945   | Les abords sont inscrits le 26 juillet 1965.            | 44° 58′ 30″ nord, 1° 19′ 34″ est |       |
| Ensemble urbain                                                             | Sarlat-la-Canéda |                   |                                                         | 44° 53′ 35″ nord, 1° 12′ 54″ est |       |
| Église Saint-Pierre-et-Saint-Paul et ses abords                             | Sourzac | 24 janvier 1955   | L'église est inscrite monument historique depuis 1948.  | 45° 03′ 07″ nord, 0° 23′ 46″ est |       |
| Bords de la Vézère                                                          | Terrasson-Lavilledieu | 1er août 1944     |                                                         | 45° 07′ 44″ nord, 1° 18′ 04″ est |       |
| Ville haute                                                                 | Terrasson-Lavilledieu | 22 février 1944   |                                                         | 45° 07′ 37″ nord, 1° 18′ 22″ est |       |
| Allée des Platanes                                                          | Thonac | 16 octobre 1962   |                                                         | 45° 01′ 23″ nord, 1° 07′ 01″ est |       |
| Château de Losse                                                            | Thonac, Valojoulx | 9 février 1944    |                                                         | 45° 01′ 44″ nord, 1° 07′ 44″ est |       |
| Château de Puyguilhem et ses abords                                         | Villars | 8 août 1945       |                                                         | 45° 25′ 34″ nord, 0° 44′ 42″ est |       |
| Bastide et ses abords                                                       | Villefranche-de-Lonchat | 11 juillet 1986   |                                                         | 44° 56′ 53″ nord, 0° 03′ 22″ est |       |
| Bastide                                                                     | Villefranche-du-Périgord | 5 mai 1986        |                                                         | 44° 37′ 48″ nord, 1° 04′ 37″ est |       |
| Place de la Halle                                                           | Villefranche-du-Périgord | 30 décembre 1971  |                                                         | 44° 37′ 52″ nord, 1° 04′ 34″ est |       |
| Allée d'arbres                                                              | Villetoureix | 1er mars 1941     | Route entre le pont de la Borie et le pont du Chalard   | 45° 15′ 29″ nord, 0° 20′ 35″ est |       |
| Village de Montfort                                                         | Vitrac | 17 janvier 1944   |                                                         | 44° 50′ 17″ nord, 1° 14′ 56″ est |       |